# Rivières (Gard)
Rivières é uma comuna francesa na região administrativa de Occitânia, no departamento de Gard. Estende-se por uma área de 9,96 km². Em 2010 a comuna tinha 379 habitantes (densidade: 38,1 hab./km²).